# Panteão nórdico
O panteão nórdico ou germânico é composto por duas famílias principais de deuses, os Aesir e os Vanir, sendo que os primeiros tornaram-se durante a Era Viquingue, as divindades mais importantes, suplantando os antigos deuses Vanir, que são de origem mais antiga que os primeiros. Uma peculiaridade que é comum entre todas as crenças de origem indo-europeia, é que os deuses possuem as mesmas fraquezas dos humanos (em relação aos sentimentos), mas possuem por outro lado grandes poderes (imortalidade) e habitam em seus próprios mundos, fora da Terra, chamada de Asgard (Asgard).

## Na literatura nórdica
Segundo, os poemas islandeses da Edda, e a prosa de Snorri Sturluson, no Skáldskaparmál ("A Linguagem Poética")  há doze deuses principais, que costumam ser os juízes nas assembleias, sentando-se em seus grandes tronos: Tor, Njörðr (Niord), Freir, Týr, Heimdall, Bragi, Víðár (Vidar), Váli, Ullr, Haenir, Forseti e Loki, presididos pelo maior de todos, Odim; e as suas companheiras são: Frigg, Freia, Gefion, Iðun (Idun), Gerðr (Gerd), Sigyn, Fulla e Nana. Porém há outros deuses e deusas, não menos importantes, mas que são pouco descritos pela mitologia.

Para os nórdicos da época, três destes deuses eram particularmente invocados: Odim (deus da vitória nas guerras), Tor (deus das curas nas doenças) e Freir (deus do sol e da natureza).
Apresenta três livros:
- Gylfaginning
- Skáldskaparmál
- Thula

A mitologia nórdica é tão rica ou até mais em personagens se comparada com a mitologia greco-romana. São também muitas suas lendas e seus personagens, que, aliás, são ricos em parentescos, casais, filhos, etc. Há vários seres, tais como elfos, anões e gigantes que também foram objeto de cultos diversos.

## Lista das divindades nórdicas e correlatos
- Aegir - Senhor do Mar – Esposa: Ran
- Aesir – Raça dos Deuses Guerreiros – Odim, Tor e Tyr
- Alcis - Gêmeos, Deuses do Céu
- Andhrímnir - Cozinheiro dos Deuses
- Aurvandil - Personagem menor do Skáldskaparmál
- Asgard – Um dos nove mundos, mundos dos Aesir
- Balder - Deus do Brilho, da Paz, do Renascer - Esposa: Nana
- Borr - Pai de Odim, Vili e Ve - Esposa: Bestla
- Bragi - Deus da Poesia - Esposa: Iðunn
- Búri - Mais antigo dos Deuses, pai de Borr
- Dag - Deus do Dia – filho de Delling (aurora) e Nótt (noite)
- Dellingr - Deus do Alvorecer – Pai de Dagr, com Nott
- Eir – Deusa da Cura, da Medicina
- Elli - Personificação da Velhice
- Fjorgyn – outro nome para a mãe de Tor
- Forseti - Deus da Justiça, Paz, Verdade – filho de Balder, com Nana
- Freia - Deusa da Fertilidade, Bem estar, Amor, Beleza, Mágica, Profecia, Guerra, Batalha, Morte – Marido: Óðr
- Frei - Deus do Sol e da Natureza - Esposa: Gerd
- Frigg - Deusa do Casamento e da Maternidade – Marido: Odim
- Fulla - Aia de Frigg
- Fenrir- Filho de Loki com a Gigante Angrboda  Destinado a crescer e devorar Odim durante Ragnarök
- Gefjun – Deusa da Fertilidade, dos Arados, recebe as Virgens mortas
- Hela - Rainha do “Hel ou Niflheim, o mundo dos Mortos
- Heimdallr (Rígr) - um dos Æsir e Guardião do Reino de Asgard
- Hermodr - Filho e mensageiro de Odim
- Hlín  - Deusa da Consolação
- Hoder  - Deus do Inverno, cego, matou Balder
- Hœnir - Deus Silencioso, companheiro de Odim e de Loki
- Iðunn - Deusa guardiã das Maças douradas da Juventude – Marido: Bragi
- Jörð - Deusa da Terra – Mãe de Tor, com Odim
- Jotun – Raça de Gigantes
- Kvasir - Deus da Inspiração, da Eloquência sábia
- Lofn - Deusa do Amor
- Loki - Deus enganador, do Engodo, Mentira, Discórdia, Fogo - Esposa: Sigyn ou Saeter
- Máni - Deus da Lua
- Mímir - Tio de Odim; gigante da Sabedoria
- Magni  - Filho de Tor e Járnsaxa, deus da força
- Meili - Irmão de Tor
- Miming – Troll das Florestas; Hoder matou Balder com a espada de Miming
- Modi - Filho de Tor, deus da fúria
- Nana - Uma Ásynja, esposa de Balder, mãe de Forseti
- Nealândia – Deusa da Abundância
- Nerto - Deusa da Terra, ligada a Njord
- Njörd - Deus do Mar, Vento, Peixes, Navios, Saúde
- Norns – As três Deusas do Destino: Urd (Fado), Verdandi (Presente), Skuld (Futuro)
- Nótt - Deusa da Noite, filha de Narvi, mãe de Auð (com Naglfari), Jörð (com Annar) e Dagr (com Delling)
- Odim (Wotan) - Senhor do Æsir. Deus da Guerra, sabedoria, Poesia, Estudo – Esposa: Frigg.
- Óttar – amante de Freia
- Ran  -  Deusa do Mar, dos Afogados – Marido: Aegir
- Saga - Divindade obscura, deusa da sabedoria
- Sif - Esposa de Tor, deusa da fertilidade da terra
- Sjöfn - Deusa do Amor
- Skadi - Deusa do Inverno – Marido: Njord
- Skirnir- Escudeiro de Frei
- Skuld - (Futuro) uma das Norns, fica em Yggdrasill( a àrvore do Mundo).
- Snotra - Deusa da Prudência
- Sol (Sunna) - Deusa do Sol
- Syn - Deusa das passagens e fronteiras
- Thor (Donar) - Deus do Trovão, Céu, Batalha, Colheitas – Esposa: Sif
- Týr (Ziu, Saxnot) - Deus da Guerra, da Justiça
- Ullr - Deus das Habilidades, Caça, Duelo, filho de Sif e Tor
- Urd - (Fado) uma das Norns, fica em Yggdrasill (a àrvore do Mundo)
- Valquírias – Mulheres aliadas dos Deuses Guerreiros
- Vali  - Deus da Vingança, filho de Odim
- Vanir – Raça de Deuses benevolentes e da fertilidade - Njörðr, Freia, Frei
- Var - Deusa do Contrato
- Ve - Um dos Deuses da Criação, com Odim e Vili, seus irmãos
- Verdandi - (Presente) uma das Norns, fica em Yggdrasill (a árvore do Mundo)
- Vidar Filho de Odim com a Gigante Grider, Matador de Lobo Fenrir.
- Vili - Um dos Deuses da Criação, com Odim e Vé, seus irmãos
- Vör - Deusa da Sabedoria, da Verdade
- Thrúd - Filha de Tor e Sif, uma das Valquírias

## Pseudo-divindades nórdicas
Não presentes nas fontes mais antigas:
- Astrild  - Deusa do Amor – confunde-se com Freia
- Esli  - Deus da Discordia – confunde-se com Amos
- Jofur - Algo como Júpiter Romano confunde-se com Tor
- Brono – suposto filho de Balder - confunde-se com Dagr ou Forseti
- Geirrendour -suposto Pai das Sereias - confunde-se com Adgir
- Glúm - suposto auxiliary de Frigg
- Laga - suposta Deusa dos Poços e Fontes – possível origem em Laha (mitol. Celta)